# دریاچه کیوگا
دریاچه کیوگا دریاچه‌ای بزرگ و کم عمق می‌باشد که در اوگاندا قرار دارد و مساحتی حدود ۱۷۲۰ کیلومتر مربع دارد.
۴۶ گونه ماهی در در این دریاچه کشف شده است. هم‌چنین در این دریاچه تعدادی زیای تمساح وجود دارد.